# Zorge
Zorge è una frazione del comune tedesco di Walkenried.